# Tammerfors Aktuellt
Tammerfors Aktuellt, förkortat TA, är en svenskspråkig lokaltidning i Tammerfors som grundades år 1973 som Tammerfors Aftonblads efterträdare. Den är den enda svenskspråkiga tidningen som utgivs regelbundet i och omkring Tammerfors.. Tidningen utges av Svenska Sällskapsklubben i Tammerfors r.f. vars syfte är att bevara och utveckla den svenskspråkiga kulturen i Tammerfors och dess grannkommuner. Den fungerar också som en viktig länk mellan och annonsplats för regionens svenskspråkiga. Partipolitiskt är Tammerfors Aktuellt obunden och den är också icke-vinstdrivande.
Tammerfors Aktuellt utkommer varannan vecka. Tidningens chefredaktör är Simon Hannus och den har en upplaga på omkring 400 exemplar.